# ميخائيل ريان (لاعب دوري الرغبي)
ميخائيل ريان (بالإنجليزية: Michael Ryan)‏ هو لاعب دوري الرغبي أسترالي، ولد في 9 مايو 1981 في بريزبان في أستراليا.